# Stracciatella di bufala
La stracciatella di bufala (detta anche stracciata) è un formaggio o latticino preparato con latte bufalino: è  tipicamente realizzato in Italia, nella provincia di Foggia e si è diffuso in tutto il Meridione. 

## Descrizione
Si tratta di un formaggio fresco, di colore bianco, fatto di panna e pezzi di pasta filata, seguendo le modalità di preparazione della burrata.

## Storia
La sua origine risale a inizio XX secolo quando i contadini pugliesi a causa della povertà decisero di riutilizzare i residui della produzione casearia e, durante la preparazione della burrata, mescolarono i residui della pasta filata con la panna.
Benché realizzato nel corso di tutto l'anno, si ritiene che la lavorazione raggiunga la qualità migliore nei mesi primaverili ed estivi.